# Operation Garikai/Hlalani Kuhle
Die Operation Garikai/Hlalani Kuhle (Shona für „Für ein besseres Leben“) stellte im August 2005 den Versuch der simbabwischen Regierung unter Präsident Robert Mugabe dar, die Auswirkungen der Säuberungsaktion im Rahmen der Operation Murambatsvina unter Kontrolle zu bringen. 
Aus einem Bericht von Anna Tibaijuka, der Leitenden Direktorin des Wohn- und Siedlungsprogramms der Vereinten Nationen (UN-Habitat) und Sondergesandten des damaligen UN-Generalsekretärs Kofi Annan, ging hervor, dass die Maßnahmen weit von der Errichtung von Unterkünften und Behausungen für die Betroffenen entfernt waren. Dahingegen wurden lediglich Auffanglager als Übergangsstation errichtet, die sich jedoch schnell zum endgültigen Bestimmungsort für die Vertriebenen entwickelten.